# Línea 320 (Interurbanos Madrid)
La línea 320 de la red de autobuses interurbanos de Madrid une Arganda del Rey con Alcalá de Henares.

## Características
Esta línea une Arganda del Rey con el municipio de Alcalá de Henares en aproximadamente 60 minutos. Además presta servicio a las poblaciones de Campo Real, Loeches, Torres de la Alameda y Villalbilla.
Siguiendo la numeración de líneas del CRTM, las líneas que circulan por el corredor 3 son aquellas que dan servicio a los municipios situados en torno a la A-3 y comienzan con un 3.
La línea mantiene los mismos horarios todo el año (exceptuando las vísperas de festivo y festivos de Navidad) circulando sólo de lunes a viernes laborables. Existe, no obstante, una expedición que se realiza solo en días lectivos.
Está operada por la empresa ALSA mediante la concesión administrativa VCM-302 - Madrid – Arganda del Rey –  Villar del Olmo – Ambite – Driebes (Viajeros Comunidad de Madrid) del Consorcio Regional de Transportes de Madrid.

### Sublíneas
Aquí se recogen todas las distintas sublíneas que ha tenido la línea 320, incluyendo aquellas dadas de baja. La denominación de sublíneas que utiliza el CRTM es la siguiente:
- Número de línea (320)
- Sentido de circulación (1 ida, 2 vuelta)
- Número de sublínea

Por ejemplo, la sublínea 320101 corresponde a la línea 320, sentido 1 (ida) y el número 01 de numeración de sublíneas creadas hasta la fecha.
Las sublíneas marcadas en negrita corresponden a sublíneas que actualmente se encuentran dadas de baja y se desconoce sus rutas y denominaciones.
| Ida    | Ruta | Itinerario                                 | Vuelta | Ruta | Itinerario                                 |
| ------ | ---- | ------------------------------------------ | ------ | ---- | ------------------------------------------ |
| 320101 | -    | Arganda - Alcalá                           | 320201 | -    | Alcalá - Arganda                           |
| 320102 | cr   | Arganda - Alcalá (sin paso por Campo Real) | 320202 | cr   | Alcalá - Arganda (sin paso por Campo Real) |

## Horarios
Los horarios que no sean cabecera son aproximados.
| Lunes a viernes laborables          |                                     |                                     |                                     |                                     |                                     |                                     |                                     |                                     |                                     |
| Arganda del Rey > Alcalá de Henares | Arganda del Rey > Alcalá de Henares | Arganda del Rey > Alcalá de Henares | Arganda del Rey > Alcalá de Henares | Arganda del Rey > Alcalá de Henares | Alcalá de Henares > Arganda del Rey | Alcalá de Henares > Arganda del Rey | Alcalá de Henares > Arganda del Rey | Alcalá de Henares > Arganda del Rey | Alcalá de Henares > Arganda del Rey |
| Arganda                             | Campo Real                          | Loeches                             | Torres de la Alameda                | Alcalá                              | Alcalá                              | Torres de la Alameda                | Loeches                             | Campo Real                          | Arganda                             |
| 06:15                               | →                                   | 06:40                               | 06:45                               | 07:00                               | 07:00                               | 07:15                               | 07:20                               | →                                   | 07:45                               |
| 07:00                               | 07:15                               | 07:25                               | 07:30                               | 07:45                               |                                     |                                     |                                     |                                     |                                     |
| 07:15                               | 07:30                               | 07:40                               | 07:45                               | 08:00                               | 08:30                               | 08:45                               | 08:50                               | 09:00                               | 09:15                               |
| 13:15                               | 13:30                               | 13:40                               | 13:45                               | 14:00                               | 14:30                               | 14:45                               | 14:50                               | 15:00                               | 15:15                               |
| 18:30                               | 18:45                               | 18:55                               | 19:00                               | 19:15                               | 19:30                               | 19:45                               | 19:50                               | 20:00                               | 20:15                               |

1. ↑  Solo días lectivos.

## Recorrido y paradas

### Sentido Alcalá de Henares
La línea comienza en la Calle Real, a la altura de la Guardia Civil, en Arganda del Rey. Prosigue su camino bajando dicha calle y siguiéndola de frente hasta llegar a la Carretera de Loeches, siguiéndola dirección Alcala, pasando por las avenidas de Valdearganda y Alcalá.
Al terminar el núcleo de Arganda, en la rotonda gira hacia Campo Real por la M-209, pasando por la Urbanización Montehermoso. Continúa por ella y su continuación natural, la M-220, ya dentro del municipio de Campo Real. Sigue por esta carretera hasta el desvío hacia Loeches.
En Loeches atraviesa la calle Arganda saliendo a la Plaza de la Villa, donde toma la salida para ir hacia Alcalá por la M-300. Al llegar al cruce de dicha carretera con la M-225, toma esta última y pasa por Torres de la Alameda. En dicho municipio atraviesa las calles Madrid y Los Hueros.
En Villalbilla, toma la calle Mayor y la recorre hasta salir a la M-300, donde se dirige hacia Alcalá de Henares. Entra al municipio por la Ronda Fiscal, siguiendo por el Paseo de Pastrana y finalizando su recorrido en la calle Luis Vives.
| Código                                                                       | Parada                                    | Común con                                   | Conexión con Metro | Municipio            | Zona |
| ---------------------------------------------------------------------------- | ----------------------------------------- | ------------------------------------------- | ------------------ | -------------------- | ---- |
| 15444                                                                        | Real - Guardia Civil                      | 312 312A 322 326 350A 350B 350C 1 2         |                    | Arganda del Rey      |      |
| 09788                                                                        | Real - Zarza                              | 312 312A 322 326 350A 350B 350C 1 2         |                    | Arganda del Rey      |      |
| 10299                                                                        | Pza. Constitución - Juan de la Cierva     | 312 312A 322 326 350A 350B 350C 1 2         |                    | Arganda del Rey      |      |
| 07461                                                                        | Ctra. Loeches - Zoco                      | 312 312A 313 321 322 330 350A 350B 350C 1 2 |                    | Arganda del Rey      |      |
| 07462                                                                        | Ctra. Loeches - Parque                    | 285 312 312A 313 326 1 2                    |                    | Arganda del Rey      |      |
| 10655                                                                        | Ctra. Loeches - Dr. Escribano Ortiz       | 285 313 321 322 326 350A 350B 350C 1 2      | Arganda del Rey    | Arganda del Rey      |      |
| 13014                                                                        | Av. Valdearganda - Pza. Progreso          | 313 321 1                                   |                    | Arganda del Rey      |      |
| 09750                                                                        | Av. Alcalá de Henares - Urb. Los Villares | 313 321 1                                   |                    | Arganda del Rey      |      |
| Las expediciones que NO pasan por Campo Real realizan las siguientes paradas |                                           |                                             |                    |                      |      |
| 16254                                                                        | Arganda - Antonio Machado                 | 261                                         |                    | Loeches              |      |
| 12757                                                                        | Arganda - Virgen del Rosario              | 261                                         |                    | Loeches              |      |
| 07273                                                                        | Pza. Villa - Ayuntamiento                 | 280 284                                     |                    | Loeches              |      |
| Las expediciones que SÍ pasan por Campo Real realizan las siguientes paradas |                                           |                                             |                    |                      |      |
| 09755                                                                        | Ctra. M-209 - Urb. Montehermoso           | 313 321                                     |                    | Campo Real           |      |
| 09753                                                                        | Ctra. M-209 - Barrio de la Virgen         | 313 321                                     |                    | Campo Real           |      |
| 09168                                                                        | Gta. San Sebastián - Av. Arganda          | 313 321                                     |                    | Campo Real           |      |
| 07274                                                                        | Pza. Villa - Ayuntamiento                 | 280 284                                     |                    | Loeches              |      |
| 12756                                                                        | Arganda - Estrella                        | 261                                         |                    | Loeches              |      |
| 12759                                                                        | Arganda - Antonio Machado                 | 261 284                                     |                    | Loeches              |      |
| Paradas del itinerario normal                                                |                                           |                                             |                    |                      |      |
| 18583                                                                        | Ctra. M-225 - Milán                       | 261                                         |                    | Torres de la Alameda |      |
| 18582                                                                        | Ctra. M-225 - Atenas                      | 261                                         |                    | Torres de la Alameda |      |
| 12962                                                                        | Ctra. M-225 - Gta. Las Conejeras          | 261                                         |                    | Torres de la Alameda |      |
| 09668                                                                        | Madrid - Real                             | 232                                         |                    | Torres de la Alameda |      |
| 07395                                                                        | Los Hueros - Mayor                        | 232                                         |                    | Villalbilla          |      |
| 11496                                                                        | Mayor - Urb. La Alcazaba                  | 232                                         |                    | Villalbilla          |      |
| 08999                                                                        | Ctra. M-300 - El Gurugú                   | 231 232 260 271 272                         |                    | Villalbilla          |      |
| 12416                                                                        | P.º Pastrana - Bolarque                   | 231 232 260 271 272                         |                    | Alcalá de Henares    |      |
| 18805                                                                        | P.º Pastrana - Ronda Fiscal               | 260 1A                                      |                    | Alcalá de Henares    |      |
| 06976                                                                        | Pza. Puerta del Vado - P.º Las Moreras    | 260 271 272 6                               |                    | Alcalá de Henares    |      |
| 06980                                                                        | Luis Vives - Centro de Salud              | 260                                         |                    | Alcalá de Henares    |      |

### Sentido Arganda del Rey
La línea comienza en la calle Luis Vives, donde continúa de frente por el Paseo de Pastrana hasta salir a la M-300. Desde aquí el recorrido es igual al de ida pero en sentido contrario. Nótese el cambio de itinerario en Arganda dependiendo de la expedición, tomando una ruta más directa si no pasa por Campo Real.
| Código                                                                       | Parada                                    | Común con                                 | Conexión con Metro | Municipio            | Zona |
| ---------------------------------------------------------------------------- | ----------------------------------------- | ----------------------------------------- | ------------------ | -------------------- | ---- |
| 06980                                                                        | Luis Vives - Centro de Salud              | 260                                       |                    | Alcalá de Henares    |      |
| 12415                                                                        | P.º Pastrana - Río Ter                    | 231 232 260 271 272 275                   |                    | Alcalá de Henares    |      |
| 08998                                                                        | Ctra. M-300 - El Gurugú                   | 231 232 260                               |                    | Villalbilla          |      |
| 11497                                                                        | Mayor - Urb. La Alcazaba                  | 232                                       |                    | Villalbilla          |      |
| 09671                                                                        | Los Hueros - Mayor                        | 232                                       |                    | Villalbilla          |      |
| 09667                                                                        | Madrid - Real                             | 232 260                                   |                    | Torres de la Alameda |      |
| 18954                                                                        | Ctra. M-225 - Gta. Las Conejeras          | 261                                       |                    | Torres de la Alameda |      |
| 12963                                                                        | Madrid - Pol. Ind. Los Vallejos           | 261                                       |                    | Torres de la Alameda |      |
| 18584                                                                        | Ctra. M-225 - Milán                       | 261                                       |                    | Torres de la Alameda |      |
| 07274                                                                        | Pza. Villa - Ayuntamiento                 | 280 284                                   |                    | Loeches              |      |
| 12756                                                                        | Arganda - Estrella                        | 261                                       |                    | Loeches              |      |
| 12759                                                                        | Arganda - Antonio Machado                 | 261 284                                   |                    | Loeches              |      |
| Las expediciones que NO pasan por Campo Real realizan las siguientes paradas |                                           |                                           |                    |                      |      |
| 11851                                                                        | Ctra. M-300 - Brezo                       | 285 1                                     |                    | Arganda del Rey      |      |
| 11636                                                                        | Ctra. M-300 - Puerto de Cotos             | 285 1                                     |                    | Arganda del Rey      |      |
| 09777                                                                        | Ctra. M-300 - C.º Estrechillo             | 312 2                                     |                    | Arganda del Rey      |      |
| 20949                                                                        | Av. Madrid - Del Sol                      | 312 330 2                                 |                    | Arganda del Rey      |      |
| 07448                                                                        | Av. Madrid - C.º Estrechillo              | 312 330 351 352 353 2                     |                    | Arganda del Rey      |      |
| 10630                                                                        | Av. Madrid - Centro Comercial             | 312 330 2                                 |                    | Arganda del Rey      |      |
| 07451                                                                        | Av. Madrid - Av. Finanzauto               | 285 312 312A 330 351 352 353 2            |                    | Arganda del Rey      |      |
| 07452                                                                        | Av. Madrid - Cº del Valle                 | 285 312 312A 330 351 352 353 2            |                    | Arganda del Rey      |      |
| 07453                                                                        | Av. Madrid - La Perla                     | 285 312 312A 330 351 352 353 2            |                    | Arganda del Rey      |      |
| 10633                                                                        | Av. Ejército - Pol. Ind. San Sebastián    | 312 312A 321 322 330 350A 350B 350C 1     |                    | Arganda del Rey      |      |
| 07454                                                                        | Av. Ejército - Vereda del Melero          | 312 312A 313 321 322 330 350A 350B 350C 1 | Arganda del Rey    | Arganda del Rey      |      |
| 07455                                                                        | Av. Ejército - Pza. Bienvenida            | 312 312A 313 321 322 330 350A 350B 350C 1 |                    | Arganda del Rey      |      |
| Las expediciones que SÍ pasan por Campo Real realizan las siguientes paradas |                                           |                                           |                    |                      |      |
| 09168                                                                        | Gta. San Sebastián - Av. Arganda          | 313 321                                   |                    | Campo Real           |      |
| 09167                                                                        | Ctra. M-209 - Barrio de la Virgen         | 313 321                                   |                    | Campo Real           |      |
| 09755                                                                        | Ctra. M-209 - Urb. Montehermoso           | 313 321                                   |                    | Campo Real           |      |
| 09751                                                                        | Av. Alcalá de Henares - Urb. Los Villares | 313 321 1                                 |                    | Arganda del Rey      |      |
| 13015                                                                        | Av. Valdearganda - Pza. Progreso          | 313 321 1                                 |                    | Arganda del Rey      |      |
| 10665                                                                        | Ctra. Loeches - Virgen de Guadalupe       | 285 2 4                                   | Arganda del Rey    | Arganda del Rey      |      |
| 09754                                                                        | Ctra. Loeches - Parque                    | 285 2 4                                   |                    | Arganda del Rey      |      |
| 11904                                                                        | Real - Av. Valencia                       | 322 326 350A 350B 350C 351 352 353 2      |                    | Arganda del Rey      |      |